# Dischidia dohtii
Dischidia dohtii là một loài thực vật có hoa trong họ La bố ma. Loài này được T.B.Tran & Livsh. mô tả khoa học đầu tiên năm 2005.